# Grubišno Polje
Grubišno Polje (txec: Hrubečné Pole) és una ciutat i municipi de Croàcia que es troba al comtat de Bjelovar-Bilogora. Una minoria important dels habitants són d'origen txec.